# Andrew (Bischof, Argyll)
Andrew († um 1341) war ein schottischer Geistlicher. Ab 1300 war er Bischof von Argyll.
Andrew gehörte wie sein Vorgänger dem Dominikanerorden an. Während des Ersten Schottischen Unabhängigkeitskriegs wurde er vor dem 18. Dezember 1300 vom Kathedralkapitel von Lismore, dem Sitz der Diözese Argyll, auf Betreiben der Guardians of Scotland, die den Kampf gegen die englische Besatzung anführten, und möglicherweise durch den Einfluss von Alexander Macdougall, Lord of Argyll zum Bischof gewählt. Andrew reiste zur Kurie nach Rom, wo der den Schotten wohlgesonnene Papst Bonifatius VIII. die Wahl von Andrew zunächst für nichtig erklärte, ihn aber dann zum Bischof ernannte. Anschließend wurde Andrew von Kardinal Teoderico Ranieri zum Bischof geweiht.
Als Robert Bruce sich 1306 zum König der Schotten erhob und damit den Kampf gegen die Engländer erneuerte, lehnte Andrew seinen Thronanspruch ab. Dabei wurde er vermutlich vom Lord of Argyll beeinflusst, der ein Gegner von Bruce war. Als Robert Bruce 1308 Argyll unterwarf, flüchtete Andrew zusammen mit dem Lord of Argyll und seiner Familie nach England. Der englische König unterstützte Andrew finanziell, und bis mindestens 1314 lebte er unter englischen Schutz. Vermutlich erst nach dem schottischen Sieg in der Schlacht von Bannockburn unterwarf er sich Robert Bruce. Dieser versuchte später vielleicht, den noch immer feindselig eingestellten Bischof auf seine Seite zu ziehen. Am 6. September 1324 bestätigte Bruce die Schenkung von König Alexander II., der der Diözese Argyll die Einkünfte der Kirche von Kilbride in Lorn übergeben hatte. Andrew starb Ende 1341, vielleicht auch Anfang 1342.